# Untere Allerniederung
Untere Allerniederung este o arie protejată (arie de protecție specială avifaunistică — SPA) din Germania întinsă pe o suprafață de 5.387 ha, integral pe uscat.

## Localizare
Centrul sitului Untere Allerniederung este situat la coordonatele 52°45′32″N 9°34′17″E / 52.7589°N 9.5714°E.

## Înființare
Situl Untere Allerniederung a fost declarat arie de protecție specială avifaunistică în iunie 2001 pentru a proteja 41 de specii de animale.

## Biodiversitate
Situată în ecoregiunea atlantică, aria protejată nu include niciun habitat protejat.
La baza desemnării sitului se află mai multe specii protejate de  păsări (41): lăcar-de-rogoz (Acrocephalus schoenobaenus), rață lingurar (Anas clypeata), Anas platyrhynchos platyrhynchos, rață cârâitoare (Anas querquedula), Anas strepera strepera, Anser albifrons albifrons, gâscă de semănătură (Anser fabalis), Ardea cinerea cinerea, Charadrius dubius curonicus, barză albă (Ciconia ciconia ciconia), barză neagră (Ciconia nigra), erete de stuf (Circus aeruginosus), erete vânăt (Circus cyaneus), cioară de semănătură (Corvus frugilegus), prepeliță (Coturnix coturnix), cristeiul de câmp (Crex crex), Cygnus columbianus bewickii, lebădă de iarnă (Cygnus cygnus), lebădă de vară (Cygnus olor), ciocănitoare neagră (Dryocopus martius), becațină comună (Gallinago gallinago), scoicar (Haematopus ostralegus), sfrâncioc roșiatic (Lanius collurio), sfrâncioc mare (Lanius excubitor excubitor), privighetoare (Luscinia megarhynchos), Mergus merganser merganser, gaia neagră (Milvus migrans), gaia roșie (Milvus milvus), codobatura galbenă (Motacilla flava), grangur (Oriolus oriolus), viespar (Pernis apivorus), Phalacrocorax carbo sinensis, Podiceps cristatus cristatus, Podiceps nigricollis nigricollis, cresteț pestriț (Porzana porzana), Rallus aquaticus aquaticus, mărăcinar (Saxicola rubetra), mărăcinar negru (Saxicola torquatus), călifar alb (Tadorna tadorna), fluierarul cu picioare roșii (Tringa totanus), nagâț (Vanellus vanellus).